# Auðr
Auðr („obilje”) biće je iz nordijske mitologije. Spomenut je u Mlađoj Eddi, koju je napisao ili sastavio Snorri Sturluson u 13. stoljeću.

## Mitologija
U Mlađoj Eddi, Auðr je spomenut u Skáldskaparmálu i Gylfaginningu. On je opisan kao sin Nótt („noć”) i njezinog prvog supruga, Naglfarija. Auðrova polusestra je Jörð („Zemlja”), preko koje je Auðr poluujak boga Thora.

## Teorije
Rudolf Simek je iznio teoriju prema kojoj je Auðr kreacija Snorrija te je zamijetio da je Auðr žensko ime u drugim islandskim izvorima.